# نديم كرم
نديم كرم (من مواليد 1957) هو فنان ورسام ونحات ومعماري لبناني، يدمج مخرجاته الفنية في النحت والرسم والرسم مع خلفيته في الهندسة المعمارية لإنشاء مشاريع فنية حضرية واسعة النطاق في مدن مختلفة من العالم

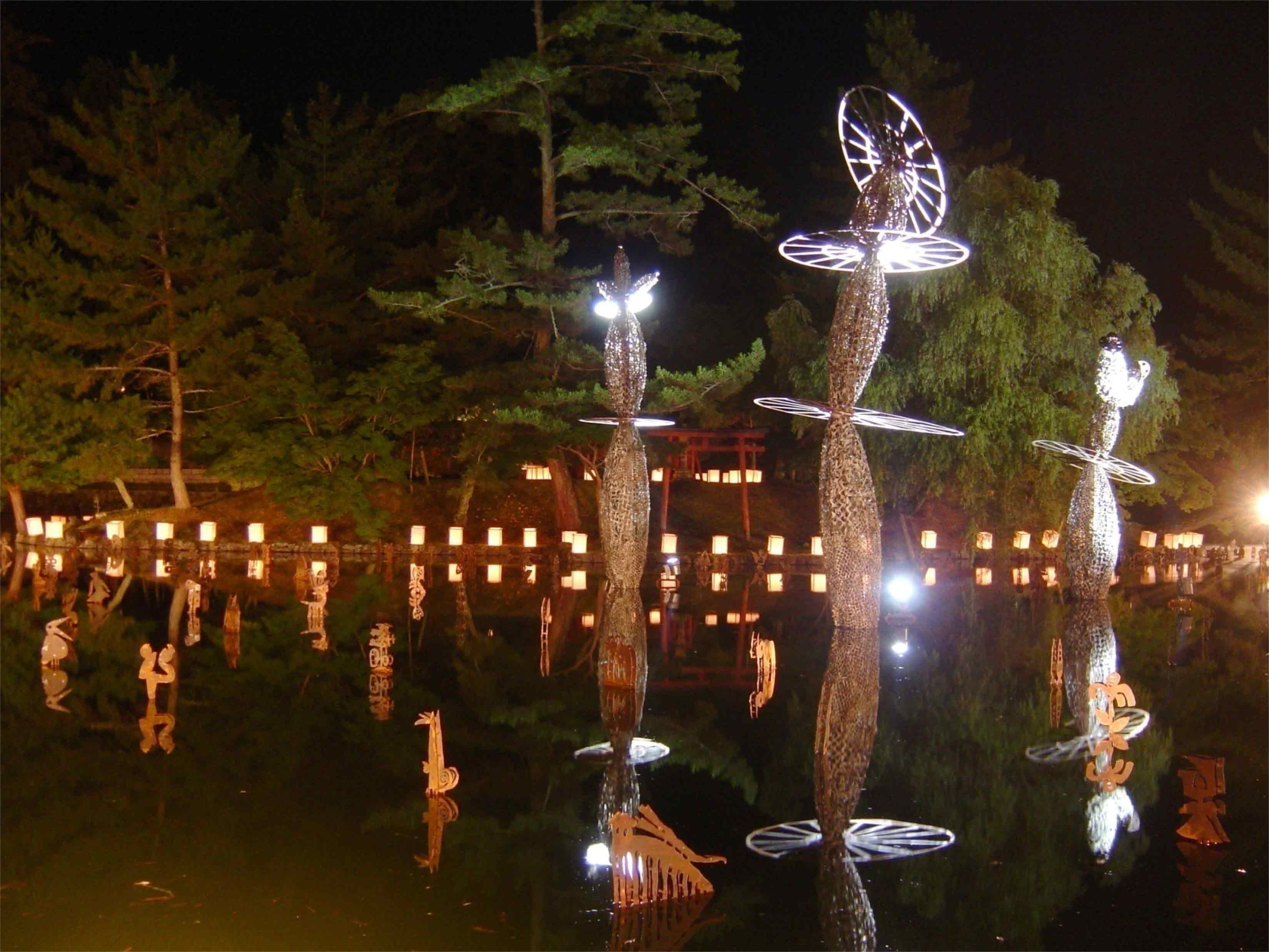
The Three Flowers of Jitchu، Nara، Nadim Karam & Atelier Hapsitus

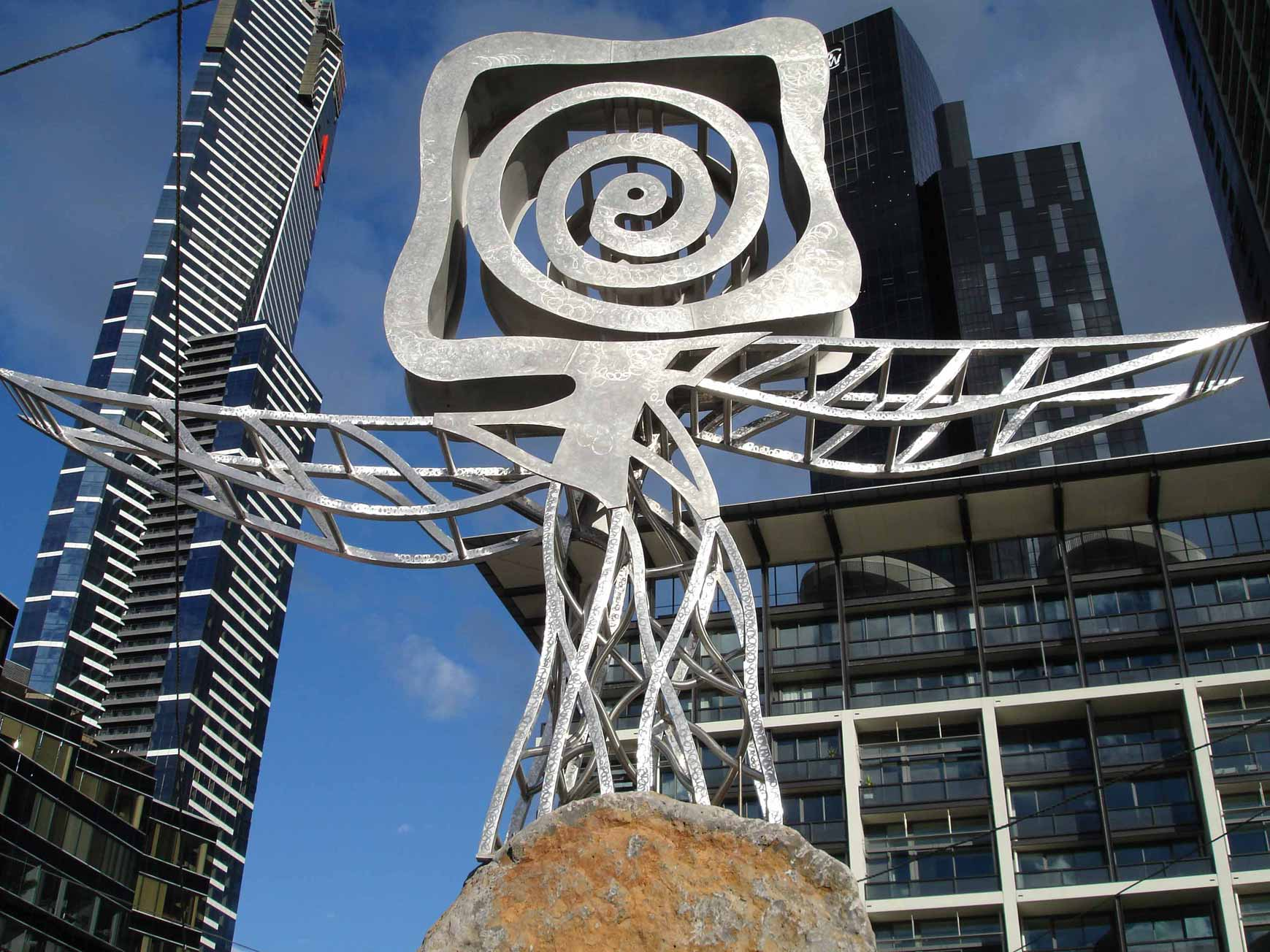
The Travellers، Melbourne، Nadim Karam & Atelier Hapsitus

## النشأة والتعليم
نشأ نديم كرم في بيروت، وحصل على شهادة البكالوريوس في الهندسة المعمارية من الجامعة الأمريكية في بيروت عام 1982، وغادر في نفس العام للدراسة في اليابان بمنحة مونبوشو، وفي جامعة طوكيو طور اهتمامه بالفلسفة اليابانية للفضاء، والتي درسها في عهد المعماري هيروشي هارا، كما قام بتدريسه فومييكو ماكي وتاداو أندو.
قام بإنشاء العديد من العروض الفنية الفردية والمعارض في طوكيو أثناء إكماله لدرجة الماجستير والدكتوراه في الهندسة المعمارية.

## التعليم
درس نديم كرم في معهد شيبورا للتكنولوجيا في طوكيو عام 1992 مع ريتشي مياكي ثم عاد إلى بيروت لإنشاء مجموعته التجريبية «أتيليه هابسيتوس».
قام بتدريس التصميم المعماري في الجامعة الأمريكية في بيروت منذ مايو 1993 إلى أبريل 2003، وكان عميد كلية الهندسة المعمارية والفن والتصميم في جامعة نوتردام في لبنان من 2000-2003.
ترأس في عام 2002 مؤتمر جامعة الأمم المتحدة/نيويورك في لندن لإعادة إعمار كابول، وتم اختياره أمينًا للبنان من قبل بينالي روتردام الأول.
من عام 2006 إلى عام 2007 عمل في لوحة تصميم مؤتمرات في دبي، كما ألقى محاضرات منتظمة في الجامعات والمؤتمرات في جميع أنحاء العالم.

## مشاريع فنية حضرية
أنشأ مع شركته "Atelier Hapsitus" التي أسسها في بيروت مشاريع فنية حضرية واسعة النطاق في مدن مختلفة بما في ذلك بيروت وبراغ ولندن وطوكيو ونارا وملبورن، وكان مشروعه لجسر مانز في براغ في 1997 بمثابة ذكرى لتحرير المدينة في فترة ما بعد الشيوعية، وكان «مشروع الفن الحضري المتجول» في الفترة ما بعد الحرب الأهلية 1997-2000 الذي ابتكره في وسط بيروت أحد خمسة مشاريع تم اختيارها في جميع أنحاء العالم بواسطة معهد فان ألين.

### المنشآت الفنية العامة المختارة
- 2017 تريو الفيلة، عشاق بارك، يريفان، أرمينيا.
- 2017 عجلات الابتكار- مقر نيسان، طوكيو، اليابان.[6][7][8]
- أفكار تمتد 2016: الراعي والمفكر- UWC Atlantic College، ويلز، المملكة المتحدة.[9]
- 2014 Wishing Flower- مشروع زها حديد في مشروع ديلون السكني، ليدون هايتس، سنغافورة.[10]

## أعمال معمارية

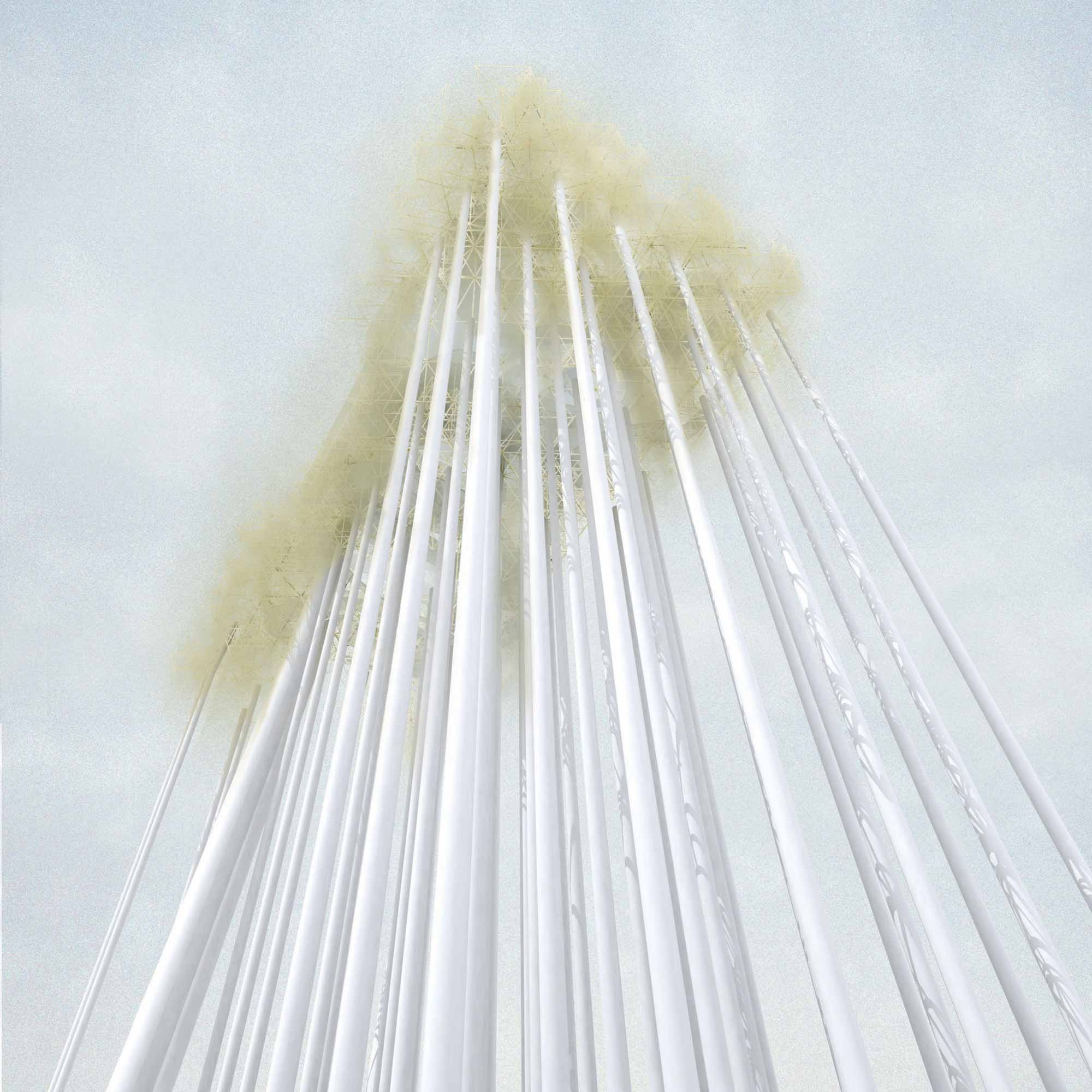
مشروع "The Cloud" لنديم كرم وأتيلييه هابسيتوس

عرف نديم بشكل أساسي بعمله المفاهيمي، مثل "Hilarious Beirut"، ومشروع «مكافحة التأسيس بعد الحرب 1993» لإعادة إعمار وسط مدينة بيروت، ومشروع "The Cloud"، وهي حديقة عامة ضخمة تشبه التلال المطيرة تقف على ارتفاع 250 متر فوق سطح الأرض. مستوحاة من مدينة دبي، تقترح بديلًا اجتماعيًا ومرئيًا لخصوصية ناطحات السحاب في مدن الخليج.
تشمل مشاريع كرم غير المبنية «جسر الجسر» وهو جسر للمشاة يُصوَّر كبوابة إلى وسط مدينة بيروت من المرسى مع خمسة حارات تتقاطع وتتداخل بشكل هزلي. وبالمثل، فإن تصميمه الرابح لمسابقة مقر بنك BLC لبيروت يتميز بالمقر الجديد الذي يمتد على الطراز القديم. يتعاون كرم عن كثب مع Arup Engineers في لندن، الذي يقدم الواقع الهيكلي والتقني لأفكاره الأكثر غرابة.

## مشاريع جارية
مشروع حوار التلال (بالإنجليزية: The Dialogue of the Hills)‏ وهو مشروع فني حضري تم تصميمه لتنشيط قلب عمان التاريخي من خلال سلسلة من الحدائق العامة والنحت لكل مجتمع تل. تم تصميم التماثيل لإقامة حوار مع الآخرين على التلال المحيطة بالمدينة، والتي تربط بين المجتمعات الاجتماعية والاقتصادية المتنوعة جسديًا وبصريًا. وعجلات من شيكاغو هو مشروع مستوحاة من المدينة حيث اخترع دولاب الهواء، يرمز المشروع المبدئي لسواحل المدينة من خلال عدة عجلات، إلى المجتمعات المختلفة في المدينة ويسخر نسائم البحر لتوفير الطاقة للحدائق المحيطة.

## أعمال فنية

### مزادات مختارة
- 2012: مزاد كريستيز، دبي "The Lollipop Boy"[16]
- 2012: قمة الفن والرعاية، الشرق الأوسط. بدأ مزاد منحوتات «السحابة، الصياد والمدن المتحولة» لصالح الفائزين بالـ MART[17]
- 2011: مزاد كريستيز، دبي، «لؤلؤة الفيل»
- 2011: مزاد الأيام، دبي، بيع رقم 11[18]
- 2011: مزاد سوثبي، «ذكريات، حرب وأمل»، لندن[19]
- 2011: كريستيز آوكشن، الفن العربي الحديث والإيراني والتركي، دبي[20]
- 2010: مزاد الأيام، بيع بيروت، الأول والثاني
- 2009: مزاد أيام لجمع الشباب الأول والثاني، دبي
- 2008: مزاد سوثبي للفن الآسيوي المعاصر، أكتوبر، لندن

### المعارض الفردية المختارة
- 2017: «قصص حضرية» - جمعية الفنون الجميلة، لندن، المملكة المتحدة[21][22][23]
- 2016: "Shhhhhhh... shout!" - آرت دبي، دبي، الإمارات العربية المتحدة[24]
- «أفكار تمدد» - معرض أيام، بيروت، لبنان[25]
- 2013: «99 كائنًا يمكن العثور عليها على السحابة»، أيام غاليري دبي (القوز)، سبتمبر - نوفمبر 2013[26]
- 2013: «حديقة الحيوانات الحضرية»، معرض أيام بيروت، أغسطس - أكتوبر 2013[27]
- 2013: «إطلاق النار على السحابة»، معرض أيام في لندن، يناير 2013[28][29][30][31]
- 2013 و 2011: ميناسارت، معرض بيروت الدولي، بيل
- 2010: The Wild Cat ومنحوتات أخرى، بوابة مركز دبي المالي العالمي، دبي
- 2008: صياد السمك من سحابة، تركيب، معرض فنون الخور، البستكية، دبي[32]
- 2008: الغيوم والكراسي، معرض سلطان، الكويت
- 2002: 101 عنصر موكب قديم، تركيب على السطح في ليدز، المملكة المتحدة
- 2001: معرض لندن ودبلن، معرض، اليونسكو، بيروت
- 2001: معرض Solfeggio 101، معرض Portside، يوكوهاما، اليابان
- 1999: الزرافة، القط البري والأجسام المهضومة على ما يبدو، المجلس الثقافي البريطاني، بيروت
- 1998: معرض فرحان بيروت، نقابة المهندسين والمهندسين المعماريين / بيروت، معهد البندقية للهندسة المعمارية / البندقية، جامعة برلين التقنية / برلين 1997: كلية بارتليت للهندسة المعمارية / لندن
- 1997: T-Races PCB-137، معرض، Manes Gallery / Prague، Fragnera Gallery / Prague 1996: Bartlett School of Architecture / London 1996: Arhus University / Denmark
- 1995: غاليري روم، أوسلو / المركز الثقافي الفرنسي، بيروت
- 1992: غزل الكهوف، معرض، معرض الأشكال، معرض طوكيو وكيكوكاوا، أويتا
- 1991: ذا كاريير، معرض، معرض مارونوتشي، طوكيو
- 1990: معبد المسلات، التركيب والأداء، مساحة معارض ساجشو، طوكيو / Intercrossings، معرض وأداء مشروع IMA، المعهد الفرنسي الياباني بطوكيو
- 1987: أزمة معمارية، أداء، Cealacanth House، أوساكا / الاحتفال بالحياة: الجنازة، عرض ومعرض، Spiral Garden، طوكيو
- 1986: التعددية الدقيقة، معرض، متحف البيت المخطط للفن، طوكيو / أزمة الأسرة، الأداء، ياماغاتا

### مجموعة مختارة المعارض
- 2016: آرت دبي - دبي، الإمارات العربية المتحدة[33][34]
- 2015: آرت أبوظبي - أبوظبي، الإمارات العربية المتحدة[35]
- آرت دبي - دبي، الإمارات العربية المتحدة
- 2014: JISP Biennale 2014- حديقة جينغ آن للنحت، شنغهاي، الصين[36]
- آرت دبي - دبي، الإمارات العربية المتحدة
- 2013: آرت دبي - دبي، الإمارات العربية المتحدة
- 2013: سلسلة «كلوزيتس آند كلوزيتس» و «تريو الفيلة»، كجزء من معرض «25 عامًا للإبداع العربي» في مهرجان أبوظبي 2013، آرت أبوظبي ومعهد موند العربي (IMA)، باريس 2012[37][38][39][40]
- 2012: The Cloud، The Fisherman & The Mutating Cities، Villa Empain Exhibition، Brussels
- 2012: «عنوان فرعي: مع رعايا من لبنان»، في الكلية الملكية للفنون، لندن كجزء من جمعية ترويج ومعرض الفنون في لبنان (APEAL)[41]
- 2011: تشاتسوورث وراء الحدود في سوثبيز، لندن[42][43]
- 2010: التقارب، متحف الجامعة الأمريكية، مركز كاتزن للفنون، واشنطن / المعاصرة، بيروت، مارس
- 2009: قصص من بلاد الشام، أيام دبي / نديم كرم وصفوان دحل، أيام بيروت
- 2006: بينالي ليفربول المستقل للفنون
- 2003: معرض، تجديد، إعادة بناء، تذكر، المنارة، غلاسكو، اسكتلندا، معهد فان ألين، نيويورك، 2002.
- 1996: بينالي فينيسيا للهندسة المعمارية، جناح كوريا الجنوبية
- 1996: متحف Erotisches Berlin، معرض Aedes، برلين
- 1995: بينالي كوانغجو للفنون، كوريا

## جوائز
- جائزة الخريجين العاشرة
- جائزة ASI للصلب 2008
- جائزة التصميم الحضري 2006
- جائزة ملبورن 2007

## المنشورات
- 2013: «أفكار تمدد»، إصدارات Booth-Clibborn، لندن
- 2007: «السحابة، الصحراء والنسيم العربي»، إصدارات بوث-كليبورن، لندن
- 2006: 'Urban Toys'،[44] إصدارات Booth-Clibborn Editions، لندن، مع مقدمة من Paul Virilio
- 2000: VOYAGE،[45] إصدارات Booth-Clibborn، لندن

## روابط خارجية
- الموقع الرسمي
- الموقع الرسمي
- معرض أيام